# Луиш, Флорентину
Флорентину Ибраим Морриш Луиш (порт. Florentino Ibrain Morris Luís; род. 19 августа 1999 года, Лиссабон) — португальский футболист, полузащитник клуба «Бенфика».

## Карьера
Флорентину является воспитанником академии португальского клуба «Бенфика». С 2016 года — игрок второй команды клуба. Дебютировал в профессиональном футболе 11 сентября 2016 года в поединке против «Академику де Визеу». Всего в дебютном сезоне провёл 18 встреч, ровно в половине появляясь в основном составе. Начиная с сезона 2017/2018 — игрок основного состава второй команды.
Выступал за юниорские и юношеские сборные команды Португалии. Вместе со сборной u-17 стал чемпионом Европы среди юниоров, сыграв на турнире в Азербайджане все пять встреч. Вместе со сборной U-19 завоевал серебряные медали юношеский чемпионат Европы 2017 года и выиграл юношеский чемпионат Европы 2018 года. На первом турнире провёл три встречи, второй отыграл полностью.

## Достижения
- Чемпион Португалии (2): 2018/19, 2022/23
- Обладатель Суперкубка Португалии: 2019

- Чемпион Европы (до 17): 2016
- Финалист чемпионата Европы (до 19 лет): 2017
- Чемпион Европы (до 19 лет): 2018